# Tổ tiên chung cuối cùng của người và vượn

Cây họ Hominoid

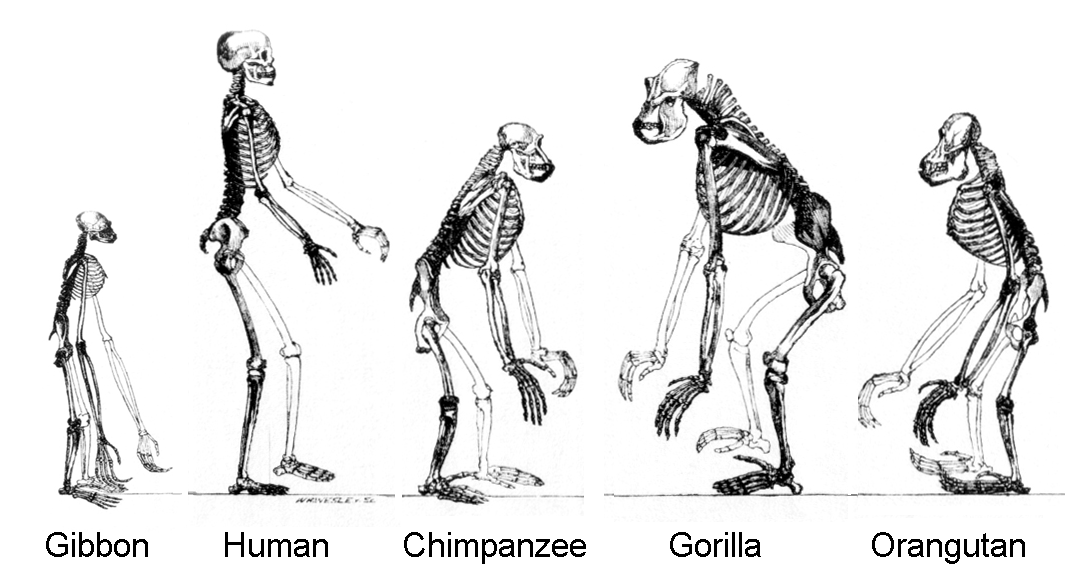
Bộ xương của các thành viên siêu họ vượn Hominoidea. Có hai họ còn tồn tại: Hominidae (vượn lớn) và Hylobatidae (vượn hay vượn nhỏ hơn)

Tổ tiên chung cuối cùng của người và vượn (gibbon), viết tắt theo tiếng Anh là GHLCA (gibbon–human last common ancestor) là tổ tiên chung cuối cùng (LCA, last common ancestor) đánh dấu sự phân chia phát sinh loài của siêu họ Hominoidea (vượn) thành họ Hylobatidae (vượn) và Hominidae (vượn lớn). Sự phân chia được ước định niên đại vào đầu Miocen, khoảng 20 đến 16 triệu năm trước.
Hylobatidae có bốn chi vượn (Hylobates có 9 loài, Hoolock với 3 loài, Nomascus với 7 loài và Symphalangus chỉ có 1 loài) chứa 20 loài khác nhau. Hominidae có hai phân họ là Ponginae (đười ươi) và Homininae (vượn châu Phi, bao gồm cả Hominina - dòng dõi người).

Mô hình dựa trên hình thái học của Hominidae và Hylobatidae

## Lịch sử tiến hóa
Một phân tích xác định niên đại phân tử toàn bộ bộ gen năm 2014 chỉ ra rằng dòng dõi vượn khác với dòng vượn lớn (Hominidae) khoảng 17 triệu năm trước (16,8 ± 0,9 Ma), dựa trên một số giả định nhất định về thời gian thế hệ và tỷ lệ đột biến.
Bunopithecus sericus đã tuyệt chủng là một loài vượn hoặc vượn giống vượn (gibbon-like ape) . Sự phân kỳ thích nghi liên quan đến sự sắp xếp lại nhiễm sắc thể đã dẫn đến bức xạ nhanh chóng của bốn chi trong dòng Hylobatidae trong khoảng từ 7 đến 5 Ma. Mỗi chi bao gồm một dòng riêng biệt, được phân định rõ ràng, nhưng trình tự và thời gian phân hóa giữa các chi này rất khó giải quyết do các thông số kỹ thuật phóng xạ và việc phân loại dòng không hoàn chỉnh. Phân tích dựa trên tập hợp gần đây về cả phần mã hóa và không mã hóa của bộ gen cho thấy rằng trình tự phân hóa loài có khả năng xảy ra nhất trong dòng Hylobatidae là (Hylobates, (Nomascus, (Hoolock, Symphalangus))).
|  | Nomascus                                                 |
|  |                                                          |
|  | \| \| Hoolock \| \| \| \| \| \| Symphalangus \| \| \| \| |
|  |                                                          |
|  | Hoolock                                                  |
|  |                                                          |
|  | Symphalangus                                             |
|  |                                                          |

|  | Hoolock      |
|  |              |
|  | Symphalangus |
|  |              |

|  | Nomascus                                                 |
|  |                                                          |
|  | \| \| Hoolock \| \| \| \| \| \| Symphalangus \| \| \| \| |
|  |                                                          |
|  | Hoolock                                                  |
|  |                                                          |
|  | Symphalangus                                             |
|  |                                                          |

|  | Hoolock      |
|  |              |
|  | Symphalangus |
|  |              |

|  | Nomascus                                                 |
|  |                                                          |
|  | \| \| Hoolock \| \| \| \| \| \| Symphalangus \| \| \| \| |
|  |                                                          |
|  | Hoolock                                                  |
|  |                                                          |
|  | Symphalangus                                             |
|  |                                                          |

|  | Hoolock      |
|  |              |
|  | Symphalangus |
|  |              |

|  | Nomascus                                                 |
|  |                                                          |
|  | \| \| Hoolock \| \| \| \| \| \| Symphalangus \| \| \| \| |
|  |                                                          |
|  | Hoolock                                                  |
|  |                                                          |
|  | Symphalangus                                             |
|  |                                                          |

|  | Hoolock      |
|  |              |
|  | Symphalangus |
|  |              |

| (Orangutans) |
|              |

| (Gorilla) |
|           |

| (chimpanzees) |
|               |

| Hominina (Humans) |
|                   |

| (chimpanzees) |
|               |

| Hominina (Humans) |
|                   |

| (Gorilla) |
|           |

| (chimpanzees) |
|               |

| Hominina (Humans) |
|                   |

| (chimpanzees) |
|               |

| Hominina (Humans) |
|                   |

| (Orangutans) |
|              |

| (Gorilla) |
|           |

| (chimpanzees) |
|               |

| Hominina (Humans) |
|                   |

| (chimpanzees) |
|               |

| Hominina (Humans) |
|                   |

| (Gorilla) |
|           |

| (chimpanzees) |
|               |

| Hominina (Humans) |
|                   |

| (chimpanzees) |
|               |

| Hominina (Humans) |
|                   |

|  | Nomascus                                                 |
|  |                                                          |
|  | \| \| Hoolock \| \| \| \| \| \| Symphalangus \| \| \| \| |
|  |                                                          |
|  | Hoolock                                                  |
|  |                                                          |
|  | Symphalangus                                             |
|  |                                                          |

|  | Hoolock      |
|  |              |
|  | Symphalangus |
|  |              |

|  | Nomascus                                                 |
|  |                                                          |
|  | \| \| Hoolock \| \| \| \| \| \| Symphalangus \| \| \| \| |
|  |                                                          |
|  | Hoolock                                                  |
|  |                                                          |
|  | Symphalangus                                             |
|  |                                                          |

|  | Hoolock      |
|  |              |
|  | Symphalangus |
|  |              |

|  | Nomascus                                                 |
|  |                                                          |
|  | \| \| Hoolock \| \| \| \| \| \| Symphalangus \| \| \| \| |
|  |                                                          |
|  | Hoolock                                                  |
|  |                                                          |
|  | Symphalangus                                             |
|  |                                                          |

|  | Hoolock      |
|  |              |
|  | Symphalangus |
|  |              |

|  | Nomascus                                                 |
|  |                                                          |
|  | \| \| Hoolock \| \| \| \| \| \| Symphalangus \| \| \| \| |
|  |                                                          |
|  | Hoolock                                                  |
|  |                                                          |
|  | Symphalangus                                             |
|  |                                                          |

|  | Hoolock      |
|  |              |
|  | Symphalangus |
|  |              |

| (Orangutans) |
|              |

| (Gorilla) |
|           |

| (chimpanzees) |
|               |

| Hominina (Humans) |
|                   |

| (chimpanzees) |
|               |

| Hominina (Humans) |
|                   |

| (Gorilla) |
|           |

| (chimpanzees) |
|               |

| Hominina (Humans) |
|                   |

| (chimpanzees) |
|               |

| Hominina (Humans) |
|                   |

| (Orangutans) |
|              |

| (Gorilla) |
|           |

| (chimpanzees) |
|               |

| Hominina (Humans) |
|                   |

| (chimpanzees) |
|               |

| Hominina (Humans) |
|                   |

| (Gorilla) |
|           |

| (chimpanzees) |
|               |

| Hominina (Humans) |
|                   |

| (chimpanzees) |
|               |

| Hominina (Humans) |
|                   |

## Diện mạo và sinh thái
Do còn quá khan hiếm hóa thạch nên không rõ GHLCA trông như thế nào. Loài này được cho là "nhỏ hơn người ta nghĩ trước đây" và có kích thước bằng một con vượn. Và cũng không rõ, có phải GHLCA không đuôi và có khung xương sườn phẳng, rộng như con cháu của chúng hay không.: 193 Nhưng có khả năng đó là một loài động vật nhỏ, có lẽ chỉ nặng 12 kg (26 lb). Điều này mâu thuẫn với các giả thuyết trước đây rằng chúng có kích thước tương đương với tinh tinh và vượn người, di chuyển kiểu treo và đu từ cây để lên khỏi mặt đất vì chúng quá lớn. Có thể đã có một cuộc chạy đua vũ trang trong việc chuẩn bị tinh thần để đạt được thức ăn ngon nhất. Ngoài ra, loài Hominidae, xuất hiện muộn hơn, nhỏ hơn tổ tiên của chúng, điều này trái ngược với quá trình tiến hóa bình thường, nơi động vật lớn hơn qua quá trình phát triển tiến hóa của chúng.